# Ћиро Блажевић
Мирослав Блажевић (Травник, 9. фебруар 1935 — Загреб, 8. фебруар 2023), познат и под надимком Ћиро, био је југословенски и хрватски фудбалер и тренер.
Његов најуспешнији период је био са хрватском репрезентацијом, с којом је стигао до четвртфинала на Европском првенству 1996, и до 3. места на СП 1998. Због својих успеха прозван је од публике Тренером свих тренера.

## Каријера

### Почеци
Своју тренерску каријеру почео је релативно млад у 33-ој години, у Швајцарској. Први клуб који је тренирао био је ФК Веве, затим Сион, Лозана и на крају репрезентација Швајцарске.

### Динамо Загреб
Блажевић се вратио у Југославију 1979. да би тренирао Ријеку. Пошто је у првенству заузео солидно 10. место у сезони 1978—1979, 1980. је отишао у загребачки Динамо. Прве сезоне је имао осредњи учинак заузевши 5. место у првенству. 1982. је освојио донео Динаму титулу шампиона после 24 године. Следеће године је са Динамом освојио Куп Југославије, и борио се за титулу са Партизаном и Хајдуком. На крају када је Партизан освојио титулу Ћиро је први пут напустио Динамо.
Ћиро се вратио у Швајцарску и са Грасхопером освојио првенство Швајцарске 1984. 1985. поново се враћа у Југославију и води екипу Приштине, са којом је изборио пласман у Прву лигу. Исте године постаје по други пут тренер Динама са којим не постиже значајне резултате, и 1988. одлази из Динама.

### Хрватска
Ћиро је постао селектор Хрватске 1994. у квалификацијама за Европско првенство. Хрватска је завршила као прва у квалификационој групи испред Италије, што је била сензација, и директно се пласирала на ЕП 1996.
Хрватска је прошла групну фазу, тако што је победила Турску и браниоца титуле Данску и изгубила од Португала. У четвртфиналу Хрватска је изгубила од Немачке са 2:1.
Блажевић се са Хрватском квалификовао и на СП 1998. у Француској. У квалификационој групи Хрвати су били други иза Данске, а у баражу су савладали Украјинце.

### СП 1998.
Тим Хрватске 1998. је био састављен од искусних играча који су играли широм Европе, и на месту селектора био је Блажевић. У Француској репрезентација је направила једну од највећих сензација у историји светских првенстава освојивши треће место. У групној фази Хрватска је победила Јапан и Јамајку и изгубила од Аргентине. У осмини финала елиминисана је Румунија, а у четвртфиналу их је чекала Немачка. Ћиро и играчи су се реванширали Немцима за пораз на ЕП 1996, победом од 3:0 која је изненадила цео свет. Хрватска је у полуфиналу изгубила од Француске са 2:1. Блажевић је критикован што на тој утакмици није убацио Просинечког при резултату 1:1. На утакмици за треће место против Холандије Просинечки је одиграо целу утакмицу и постигао је гол у победи од 2:1 која је Хрватима донела треће место и бронзану медаљу.
Ћиро није успео да се квалификује за ЕП 2000, пошто је у квалификацијама Хрватска завршила на трећој позицији у групи иза Југославије и Ирске. Ћиро је почео да гради нову репрезентацију са млађим играчима за СП 2002, али већ после 2 квалификационе утакмице које су завршиле нерешеним резултатом одлучио је да оде из репрезентације.

### Босна и Херцеговина
Дана 10. августа 2008. Блажевић је постао селектор Босне и Херцеговине заменивши Меха Кодра. Босна и Херцеговина је била друга у квалификационој групи за СП 2010. иза првопласиране Шпаније. У баражу је изгубила од Португала са 1:0 у оба меча. 11. децембра 2009. је добио отказ, коме су претходиле критике медија и навијача због тога што је Блажевић кривио Мисимовића за пораз од Португала.

## Успеси
- Првенство Југославије:

-  Освајач (1): 1981/82.

- Куп Југославије:

-  Освајач (1): 1983.

- Првенство Хрватске:

-  Освајач (2): 1992/93, 2002/03.

- Куп Хрватске:

-  Освајач (1): 1994.

- Првенство Швајцарске:

-  Освајач (1): 1983/84.

- Куп Швајцарске:

-  Освајач (1): 1974.

- Европско првенство 1996:

-  Четвртфинале

- Светско првенство 1998:

-  Треће место

- Награда Фрањо Бучар за спорт:

-  (2): 1998, 2007.

## Политичке амбиције
Године 2005. Блажевић се кандидовао за председника као независни кандидат. Предвиђања су била да ће добити 1–2% гласова, на крају је добио 0,8% гласова и тако је елиминисан већ у првом изборном кругу.

## Смрт
Године 2011. дијагностификован му је рак простате. Током наредних дванаест година лечен је два пута, али му се крајем 2021. године трећи пут рак вратио и метастазирао на кости. Преминуо је 8. фебруара 2023. године после дуге и тешке болести.